# Colin Finlayson
Colin Herbert Bain Finlayson (24. januar 1903 – 11. marts 1955 i Kemano i British Columbia) var en canadisk roer som deltog i de olympiske lege 1924 i Paris.
Finlayson vandt en sølvmedalje i roning under OL 1924 i Paris. Han var med på den canadiske fire uden styrmand som kom på en andenplads efter Storbritannien. Deltagerne på den canadiske fire var Finlayson, George MacKay, Archibald Black og William Wood.